# Жасминова гардения
Жасминовите гардении (Gardenia jasminoides) са вид растения от семейство Брошови (Rubiaceae).
Таксонът е описан за пръв път от Джон Елис през 1761 година.

## Вариетети
- Gardenia jasminoides var. fortuniana
- Gardenia jasminoides var. jasminoides
- Gardenia jasminoides var. plana
- Gardenia jasminoides var. radicans